# フルンゼンスカヤ駅 (モスクワ地下鉄)
フルンゼンスカヤ駅（フルンゼンスカヤえき、ロシア語: Фрунзенская）はモスクワ地下鉄・ソコーリニチェスカヤ線の駅で、パールク・クリトゥールイ駅とスポルチーヴナヤ駅の間にある。

## 歴史
1957年5月1日に開業した。
ソビエト連邦の軍人、ミハイル・フルンゼにちなんで命名された駅で、旧ソ連領内には同名の地下鉄駅が他にも存在する。(フルンゼンスカヤ駅を参照)